# Atoyac (Jalisco)
Atoyac es una localidad del estado mexicano de Jalisco, cabecera del municipio Atoyac.

## Toponimia
El nombre Atoyac proviene del náhuatl y interpreta como «lugar del río». Cecilio Robelo, en su obra Toponimia Tarasco-Hispano-Nahoa indica que significa «en el río».

## Geografía
La ciudad de Atoyac se encuentra aproximadamente en la ubicación 20°0′36″N 103°31′8″O / 20.01000, -103.51889, a una altitud de 1350 m s. n. m. La zona urbana ocupa una superficie de 2.370 km².

## Demografía
Según los datos registrados en el censo de 2020, la población de Atoyac es de 5389 habitantes, lo que representa un crecimiento promedio de 0.66 % anual en el período 2010-2020 sobre la base de los 5052 habitantes registrados en el censo anterior. Al año 2020 la densidad poblacional era de 2274 hab/km².
| Gráfica de evolución demográfica de Atoyac entre 2000 y 2020      |
|                                                                   |
| Fuente: Instituto Nacional de Estadística Geografía e Informática |

En 2020 el 48.7% de la población (2624 personas) eran hombres y el 51.3% (2765 personas) eran mujeres. El 63.4% de la población, (3415 personas), tenía edades comprendidas entre los 15 y los 64 años.
La población de Atoyac está mayoritariamente alfabetizada, (3.86% de personas mayores de 15 años analfabetas, según relevamiento del año 2020), con un grado de escolaridad en torno a los 8 años. 

El 94.8% de los habitantes de Atoyac profesa la religión católica.
En el año 2010 estaba clasificada como una localidad de grado medio de vulnerabilidad social. Según el relevamiento realizado, 2396 personas de 15 años o más no habían completado la educación básica, —carencia conocida como rezago educativo—, y 1431 personas no disponían de acceso a la salud.

## Personajes ilustres
- Arcadio Zúñiga y Tejeda (1858-1892), compositor, poeta, músico y periodista.